# Ryan Ellis
Ryan James Ellis, född 3 januari 1991, är en kanadensisk professionell ishockeyback som spelar för Philadelphia Flyers i NHL.
Han har tidigare spelat för Nashville Predators i NHL; Milwaukee Admirals i American Hockey League (AHL) samt Windsor Spitfires i Ontario Hockey League (OHL).
Ellis draftades av Nashville Predators i första rundan 2009 års draft som elfte totalt.

## Statistik
| 2006–2007  | Cambridge Hawks     | AH         | 75  | 37 | 56  | 93  | 151 | —  | —  | —  | —  | —  |
| 2007–2008  | Windsor Spitfires   | OHL        | 63  | 15 | 48  | 63  | 51  | 5  | 2  | 3  | 5  | 2  |
| 2008–2009  | Windsor Spitfires   | OHL        | 57  | 22 | 67  | 89  | 57  | 20 | 8  | 23 | 31 | 20 |
| 2009–2010  | Windsor Spitfires   | OHL        | 48  | 12 | 49  | 61  | 38  | 19 | 3  | 30 | 33 | 14 |
| 2010–2011  | Windsor Spitfires   | OHL        | 58  | 24 | 76  | 100 | 61  | 18 | 6  | 13 | 19 | 12 |
|            | Milwaukee Admirals  | AHL        | —   | —  | —   | —   | —   | 7  | 1  | 1  | 2  | 2  |
| 2011–2012  | Nashville Predators | NHL        | 32  | 3  | 8   | 11  | 4   | 3  | 0  | 0  | 0  | 0  |
|            | Milwaukee Admirals  | AHL        | 29  | 4  | 15  | 19  | 8   | —  | —  | —  | —  | —  |
| 2012–2013  | Nashville Predators | NHL        | 32  | 2  | 4   | 6   | 15  | —  | —  | —  | —  | —  |
|            | Milwaukee Admirals  | AHL        | 32  | 5  | 9   | 14  | 18  | 4  | 0  | 0  | 0  | 0  |
| 2013–2014  | Nashville Predators | NHL        | 80  | 6  | 21  | 27  | 24  | —  | —  | —  | —  | —  |
| 2014–2015  | Nashville Predators | NHL        | 58  | 9  | 18  | 27  | 27  | 6  | 0  | 3  | 3  | 2  |
| 2015–2016  | Nashville Predators | NHL        | 79  | 10 | 22  | 32  | 35  | 14 | 0  | 6  | 6  | 4  |
| 2016–2017  | Nashville Predators | NHL        | 71  | 16 | 22  | 38  | 29  | 22 | 5  | 8  | 13 | 12 |
| 2017–2018  | Nashville Predators | NHL        | 44  | 9  | 23  | 32  | 6   | 13 | 0  | 5  | 5  | 8  |
| 2018–2019  | Nashville Predators | NHL        | 82  | 7  | 34  | 41  | 20  | 6  | 0  | 3  | 3  | 0  |
| 2019–2020  | Nashville Predators | NHL        | 49  | 8  | 30  | 38  | 19  | 4  | 1  | 2  | 3  | 2  |
| 2020–2021  | Nashville Predators | NHL        | 35  | 5  | 13  | 18  | 10  | 6  | 1  | 4  | 5  | 2  |
| 2021–2022  | Philadelphia Flyers | NHL        | 4   | 1  | 4   | 5   | 0   | —  | —  | —  | —  | —  |
| NHL totalt | NHL totalt          | NHL totalt | 566 | 76 | 199 | 275 | 189 | 74 | 7  | 31 | 38 | 30 |
| AHL totalt | AHL totalt          | AHL totalt | 61  | 9  | 24  | 33  | 26  | 11 | 1  | 1  | 2  | 2  |
| OHL totalt | OHL totalt          | OHL totalt | 226 | 73 | 240 | 313 | 207 | 62 | 19 | 69 | 88 | 48 |

### Internationellt
| Källa: Uppdaterad: 2020-01-04 | Källa: Uppdaterad: 2020-01-04 | Källa: Uppdaterad: 2020-01-04 |                           | Utv = Utvisningsminuter   | Utv = Utvisningsminuter   | Utv = Utvisningsminuter   | Utv = Utvisningsminuter   | Utv = Utvisningsminuter |
| År                            | Lag                           | Mästerskap                    | Matcher                   | Mål                       | Assists                   | Poäng                     | Utv                       |                         |
| ----------------------------- | ----------------------------- | ----------------------------- | ------------------------- | ------------------------- | ------------------------- | ------------------------- | ------------------------- | ----------------------- |
| 2008                          | Kanada                        | U18-VM                        | 7                         | 3                         | 4                         | 7                         | 0                         |                         |
| 2008                          | Kanada                        | Ivan Hlinka                   | Statistik ej tillgänglig. | Statistik ej tillgänglig. | Statistik ej tillgänglig. | Statistik ej tillgänglig. | Statistik ej tillgänglig. |                         |
| 2009                          | Kanada                        | JVM                           | 6                         | 1                         | 6                         | 7                         | 0                         |                         |
| 2010                          | Kanada                        | JVM                           | 6                         | 1                         | 7                         | 8                         | 2                         |                         |
| 2011                          | Kanada                        | JVM                           | 7                         | 3                         | 7                         | 10                        | 10                        |                         |
| 2014                          | Kanada                        | VM                            | 8                         | 1                         | 4                         | 5                         | 0                         |                         |
| 2016                          | Kanada                        | VM                            | 5                         | 1                         | 1                         | 2                         | 0                         |                         |
| Junior totalt                 | Junior totalt                 | Junior totalt                 | 19                        | 5                         | 20                        | 25                        | 12                        |                         |
| Senior totalt                 | Senior totalt                 | Senior totalt                 | 13                        | 2                         | 5                         | 7                         | 0                         |                         |